# Robin Sondermann
Robin Sondermann (geboren 9. September 1983 in Hamburg) ist ein deutscher Fernseh- und Bühnenschauspieler.

## Leben
Robin Sondermann absolvierte seine Schauspielausbildung von 2004 bis 2008 an der Hochschule für Musik und Theater in Hannover. Während seines Studiums trat er am Schauspiel Hannover auf, etwa in Drei Schwestern (Regie: Jürgen Gosch) und in Berlin Alexanderplatz (Regie: Jarg Pataki). Für seine Rolle als Lord Leicester in der hannoverschen Hochschulproduktion Maria Stuart erhielt er 2007 den Darstellerpreis (Marta Award) beim Internationalen Schauspielschultreffen in Brünn. Ab 2008 war er Ensemblemitglied des Münchner Volkstheaters und war dort u. a. als Valerio in Leonce und Lena (Regie: Hannah Rudolph), als Orest in der Orestie (Regie: Christine Eder), als Prinz von Homburg (Regie: Mareike Mikat) und als Wronski in Anna Karenina (Regie: Frank Abt) zu sehen. Von 2010 bis 2012 spielte er den Schuldknecht im Jedermann bei den Salzburger Festspielen. Seit der Spielzeit 2012/2013 gehört er dem Ensemble des Theater Bremen an.
Robin Sondermann arbeitet auch für das Fernsehen, u. a. für die TV-Serien Tatort und Die Männer vom K3 oder den Fernsehfilm Die Frau, die im Wald verschwand (Regie: Oliver Storz). 2020 spielte er bei der SOKO Leipzig die Trans-Frau und Polizistin Lydia Wolf.

## Filmografie (Auswahl)
- 2003: Küssen verboten, Baggern erlaubt (Fernsehfilm)
- 2006: Da kommt Kalle (Fernsehserie, 1 Folge)
- 2008: Tatort: Erntedank e. V. (Fernsehreihe)
- 2009: Die Frau, die im Wald verschwand (Fernsehfilm)
- 2011, 2016: SOKO München (Fernsehserie, verschiedene Rollen, 2 Folgen)
- 2014: Katie Fforde – Wie Feuer und Wasser (Fernsehreihe)
- 2014: Tatort: Brüder
- 2014: Tatort: Kaltstart
- 2016: SOKO Wismar (Fernsehserie, Folge Das Ende aller Träume)
- 2016: Allmen: Allmen und die Libellen (Fernsehreihe)
- 2016: Unter anderen Umständen: Tod eines Stalkers (Fernsehreihe)
- 2016: Mörderische Stille
- seit 2017: In Wahrheit (Fernsehreihe)
  - 2017: Mord am Engelsgraben
  - 2018: Jette ist tot
  - 2019: Still ruht der See
  - 2020: Jagdfieber
  - 2021: In einem anderen Leben
  - 2022: Unter Wasser
  - 2023: Blind vor Liebe
  - 2024: Zwischen Recht und Gerechtigkeit
- 2017: Katie Fforde: Meine verrückte Familie (Fernsehreihe)
- 2018: Die Affäre Borgward (Fernsehfilm)
- 2018: Großstadtrevier (Fernsehserie, Folge Unter Druck)
- 2018: Einmal Sohn, immer Sohn (Fernsehfilm)
- 2019: Und tot bist Du! – Ein Schwarzwaldkrimi (Fernsehzweiteiler)
- 2020: SOKO Leipzig (Fernsehserie, Folge Schmetterlingstage, Monstertage)
- 2020: Altes Land (Fernsehfilm)
- 2020: Schuss in der Nacht – Die Ermordung Walter Lübckes (TV-Dokudrama)
- 2020: SOKO Köln (Fernsehserie, Folge Befangen)
- 2021: Daheim in den Bergen – Die Bienenkönigin (Fernsehreihe)
- 2022: SOKO Hamburg (Fernsehserie, Folge Tödliche Hochzeit)
- 2022: Der Bergdoktor (Fernsehserie, Folge Was bleibt)
- 2022: Erzgebirgskrimi – Tödliche Abrechnung (Fernsehreihe)
- 2022: Nazijäger – Reise in die Finsternis (TV-Dokudrama)
- 2023: Luden (Fernsehserie)
- 2023: Wer wir sind (Fernsehserie)
- 2023: Tatort: Pyramide[2]
- 2023: Stella. Ein Leben.
- 2024: Polizeiruf 110: Diebe
- 2024: Merz gegen Merz – Geheimnisse (Fernsehfilm)
- 2024: No Dogs Allowed
- 2024: Spreewaldkrimi – Böses muss mit Bösem enden
- 2025: Tatort: Vier Leben